# The Miskolc Experience
The Miskolc Experience — четвертий офіційний концертний альбом симфо-рок гурту Therion. На відміну від інших записів наживо містить переспіви класичних творів Дворжака, Моцарта, Верді та інших композиторів.

## Історія запису
Запис диску відбувся на міжнародному оперному фестивалі в угорському Мішкольці 16 червня 2007. було задіяно хор національного театру міста з симфонічним оркестром. За виконанням альбом вийшов досить неоднорідним через значно переважно симфонічно-хорові партії в аранжуваннях Вагнера та використання у кількох композиціях вокалістом атавістичного, як на початок XXI ст., фальцету.

## Список пісень

### Диск 1
| #  | Назва                                          | Тривалість |
| -- | ---------------------------------------------- | ---------- |
| 1. | «Clavicula Nox»                                | 10:34      |
| 2. | «Symphony No. 9 (Дворжак)»                     | 02:04      |
| 3. | «Vedi! Le Fosche Notturne Spotigle (Верді)»    | 02:45      |
| 4. | «Dies Irae (Моцарт)»                           | 01:59      |
| 5. | «Symphony No. 3 (Сен-Санс)»                    | 02:14      |
| 6. | «Notung! Notung! Niedliches Schwert! (Вагнер)» | 07:10      |
| 7. | «Overture (Вагнер)»                            | 03:12      |
| 8. | «Der Tag ist da (Вагнер)»                      | 07:17      |
| 9. | «Herbei! Herbei! (Вагнер)»                     | 01:47      |

### Диск 2
| #  | Назва                            | Тривалість |
| -- | -------------------------------- | ---------- |
| 1. | «Blood of Kingu»                 | 05:53      |
| 2. | «Sirius B»                       | 03:51      |
| 3. | «Lemuria»                        | 04:22      |
| 4. | «Eternal Return»                 | 07:21      |
| 5. | «Draconian Trilogy»              | 08:37      |
| 6. | «Schwarzalbenheim»               | 05:28      |
| 7. | «Via Nocturna»                   | 09:43      |
| 8. | «The Rise of Sodom and Gomorrah» | 06:54      |
| 9. | «Grand Finale»                   | 04:23      |